# Nørresø (Brahetrolleborg)
Nørresø är en sjö i Danmark.   Den ligger i Fåborg-Midtfyns kommun i Region Syddanmark, i den södra delen av landet, 150 km väster om Köpenhamn. Nørresø ligger 41 meter över havet. Arean är 0,45 kvadratkilometer. Den ligger på ön Fyn. Trakten runt Nørresø består till största delen av jordbruksmark. Den sträcker sig 0,6 kilometer i nord-sydlig riktning, och 1,4 kilometer i öst-västlig riktning.